# Vocal oberta anterior no arrodonida
La vocal oberta anterior no arrodonida és un fonema que es representa [a] en l'AFI, com la lletra a minúscula. És un dels sons més freqüents del món i un dels que primer pronuncien els nens. Acústicament té el primer formant sobre els 600Hz i el segon als 1200 Hz.

## Característiques
- Representa el màxim grau d'obertura vocàlica, tot i que s'aprecien matisos d'obertura entre idiomes.
- És una vocal perquè no hi ha interrupció del pas de l'aire i com a tal és un so sonor.
- És una vocal anterior perquè la llengua es posa cap endavant per articular-la.

## En català
El català posseeix aquest fonema, que representa amb la lletra A (accentuada o no), com a "mare", només en posició tònica en el català oriental i també en posició àtona en l'occidental. En algunes pronunciacions, com la barcelonina i l'algueresa, s'encavalca amb la vocal neutra. En català té una posició central en lloc d'anterior que es pot indicar estrictament amb un diacrític [ä].